# NGC 1508
NGC 1508 este o galaxie lenticulară situată în constelația Taurul. A fost descoperită în 15 decembrie 1876 de către Édouard Stephan⁠(d). Se află la o distanță de 96,81 de megaparseci de Pământ.